# Cervera de los Montes
Cervera de los Montes – gmina w Hiszpanii, w prowincji Toledo, w Kastylii-La Mancha, o powierzchni 31,69 km². W 2011 roku gmina liczyła 470 mieszkańców.